# Deporte de fantasía
Un deporte de fantasía (también conocido como rotisserie o roto) es un tipo de juego en línea en donde los participantes se reúnen en equipos imaginarios o virtuales de jugadores reales de un deporte profesional. Estos equipos compiten basados en las estadísticas de rendimiento de tales jugadores en juegos reales; dicho rendimiento es convertido a puntos que son compilados y sumados por el administrador de cada equipo de fantasía. Luego, estos sistemas de puntos son tomados manualmente por un “comisionado de liga”, quien coordina y administra la liga en general; los puntos también pueden ser compilados y calculados usando computadoras que recogen los resultados reales de deportes profesionales. En los deportes de fantasía, los dueños de los equipos intercambian jugadores, tal como ocurre en los deportes reales.
Los deportes de fantasía en línea representan una industria multi-billonaria.

## Historia

### Comienzos
El concepto de escoger jugadores y elaborar concursos basados en estadísticas del año en fecha, ha existido desde poco después de la Segunda Guerra Mundial. Uno de los primeros deportes de fantasía involucró a Wilfred «Bill» Winkenbach, empresario de Oakland (asociado a los Oakland Raiders) quien desarrolló el golf de fantasía en la segunda parte de los años 50; cada jugador seleccionaba un equipo de golfistas profesionales y la persona con el menor número total de golpes al final del torneo, ganaba. El Golf es un juego de fantasía simple de administrar y de tabular ya que a cada participante sólo le interesan las puntuaciones de los miembros de su equipo, sin que nada más intervenga. Sin embargo, nunca se convirtió en un pasatiempo extendido o en un negocio formal.
En 1962, Winkenbach forma en Oakland la primera liga de fútbol fantasía de la que se tenga registro, llamada Greater Oakland Professional Pigskin Prognosticators League (GOPPPL), que contaba con ocho equipos.
La primera liga de baloncesto de fantasía que se conoce, comenzó en Boston en 1960.

### Establecimiento moderno del “rotisserie”
Un importante hito para los deportes de fantasía se produjo con el desarrollo del Rotisserie de las Ligas de Béisbol en 1980 (aunque hay investigaciones que sugieren que un equipo de jugadores del sur de Nueva Jersey han estado jugando con el mismo estilo de liga desde 1976, y eso los convertiría en los primeros jugadores de Rotisserie). Al escritor y editor Daniel Okrent se le atribuye la invención del nombre, proveniente del restaurante de Nueva York La Rotisserie Française, en el que él y sus amigos solían juntarse a jugar.
La innovación del juego fue que los "propietarios" en una liga de Rotisserie debían seleccionar sus equipos entre los principales jugadores de la Liga Mayor de Béisbol y seguían sus estadísticas durante la temporada. En otras palabras, en vez de usar simulaciones realísticas usando estadísticas de temporadas cuyos resultados eran ya conocidos, los participantes tenían que hacer predicciones sobre el tiempo de juego de cada jugador y el rendimiento esperado, similares a los que deben realizar los administradores de los equipos reales.
Como Okrent trabajaba en medios de comunicación, otros periodistas, en especial los deportivos, fueron incorporándose al juego, y escribieron varias columnas sobre el Rottiserie. En 1980, un artículo del New York Times titulado "What George Steinbrenner is to the American League, Lee Eisenberg is to the Rotisseries League" desató una revolución que llevó al Rottiserie a la CBS y a otros grandes medios.
El fútbol de fantasía también experimentó un importante crecimiento. "Fantasy Football Index" se transformó en la primera guía de fútbol de fantasía en 1987. "Fantasy Sports Magazine" apareció en 1989 y fue la primera publicación regular en cubrir más de un deporte de fantasía.
En 1993, USA Today incluyó un columnista que publicaba semanalmente sobre béisbol de fantasía, John Hunt, quien se convirtió en el escritor más conocido de la industria, antes de la aparición de Internet.

### Tiempos modernos

#### Boomdel Internet
Un gran factor de crecimiento de los deportes de fantasía fue el auge de Internet y de las computadoras personales, a mediados de los años 90. La nueva tecnología permitió la participación de más personas, ya que las estadísticas podían ahora ser rápidamente compiladas en línea, y las noticias e información pasaron a estar al alcance de todos.
A principios de octubre de 1995 Molson Breweries lanzó un sitio web de hockey de fantasía que se haría muy popular. El sitio, parte de la estrategia de la compañía denominada "I am online" permitía a sus visitantes registrarse y participar en ligas de hockey de nueve equipos, en la que el visitante sería el mánager general de uno de esos equipos. El mánager debía armar su equipo de un listado de jugadores de la NHL, y podía hacer transacciones con otros equipos de la Liga. El sitio incluía varias funcionalidades, y fue premiado en el  International Digital Media Awards como el mejor sitio web de 1995.
Los negocios de fantasía comenzaron a emigrar al internet a partir de la mitad de los años noventa. En 1997, aparecieron los sitios Commissioner.com (hoy parte de CBSSPorts.com) y Rotonews.com. 
El crecimiento de los deportes de fantasía atrajo a grandes medios de internet; Yahoo.com agregó los deportes de fantasía en 1999, ofreciendo la mayoría en forma gratuita - un nuevo modelo de negocio para los deportes de fantasía -.

#### La era «punto com»
Mientras que los deportes de fantasía fueron estimulados por el boom punto com del Internet, hubo un período turbulento en el que muchas de las grandes compañías de Internet entraron en quiebra en el 2001. Fanball.com cayó en bancarrota en 2001 para después reemerger en 2002). Broadband Sports, la compañía que creó RotoNews.com, salió del negocio en 2001. La compañía más tarde volvería como RotoWire.com.
En los años siguientes, los deportes de fantasía continuaron creciendo; según un relevamiento realizado en 2003 por la Fantasy Sports Trade Association, 15 millones de personas jugaban fútbol de fantasía y gastaban en promedio $150 al año, convirtiéndola en una industria de $1.5 billones de dólares.
En el otoño del 2008, la Lotería de Montana, una de las cuatro en los Estados Unidos de América en legalizar las apuestas deportivas, comenzó a ofrecer apuestas en deportes de fantasía por primera vez.
Desde 2012, ha habido un auge en aplicaciones móviles que están cambiando el panorama de los deportes de fantasía y la forma en que los usuarios los consumen.

#### Deportes de fantasía diarios
Los juegos diarios de fantasía, populares a partir de 2014, son jugados a través de periodos más cortos de tiempo (por ejemplo, una semana dentro de una temporada, en vez de la temporada completa). Los juegos diarios de fantasía son típicamente jugados como concursos sujetos a una cuota de entrada, la que financia un premio anunciado y es parcialmente retenida como ingreso por el servicio. El mercado de juegos de fantasía diarios está representado principalmente por dos servicios competidores, DraftKings y FanDuel, que recibieron inversiones de capital de varias firmas, incluyendo equipos deportivos y emisoras, conocidas por sus campañas de marketing con énfasis en grandes premios en efectivo.
La legalidad de los juegos diarios de fantasía ha sido vastamente cuestionada.

## Visión general de la industria

### Tamaño
En mayo de 2015, la compañía australiana de investigación de mercado IBISWorld reportó que los deportes de fantasía representaban una industria de 2 billones de dólares, experimentando un 10.7 % de crecimiento anual, empleando a 4386 personas en 292 empresas. En septiembre de 2015, la Fantasy Sports Trade Association estimó que 57.4 millones de personas mayores de 12 años participaron en deportes de fantasía en 2015, sólo en los Estados Unidos y Canadá.

### Proyección del mercado
En septiembre del 2015, Forbes publicó que Eilers Research proyectaba que los deportes de fantasía diarios generarían alrededor de 2.6 billones de dólares en derechos de inscripción ese año, y crecerían un 41% anual, alcanzando los 14.4 billones de dólares en el año 2020.

### Asociaciones del mercado
La Fantasy Sports Trade Association fue creada en 1997 para representar a la creciente industria de los deportes de fantasía. Desde el año 2000, la FSTA ha honrado a figuras del pasado y contribuyentes de esta industria incluyéndolos en su Salón de la Fama
La Fantasy Sports Writers Association se formó en 2004 para representar a los numerosos periodistas que cubren exclusivamente deportes de fantasía. La Fantasy Sports Association fue formada en el año 2006.

## Problemas legales en los Estados Unidos

### Ley federal relativa a apuestas de fantasía
El Unlawful Internet Gambling Enforcement Act of 2006 (UIGEA) es un acta promulgada como parte de la “American Values Agenda” del mismo año y fue añadido como una enmienda al no relacionado SAFE PORT ACT. El acta UIGEA prohíbe las transferencias de fondos a negocios involucrados en apuestas en línea ilegales. Sin embargo, la UIGEA no define qué se entiende por apuestas en línea ilegales y se abstiene expresamente de alterar la legalidad de una conducta subyacente distinta de las transferencias de fondos.
Mientras que el acta no altera la legalidad de ninguna actividad particular permitida o prohibida bajo otras leyes, sí contiene algunas excepciones expresas a las prohibiciones de transferencias de fondos. Una de tales exenciones de las prohibiciones de la UIGEA es para los deportes de fantasía que cumplen con ciertos criterios, específicamente, los deportes de fantasía que se basan en equipos de atletas reales de equipos reales del mundo, que tienen premios establecidos antes de que comience el evento y que utilizan la habilidad de los participantes para determinar el resultado. Dichos eventos están exentos de ser definidos como "apuestas", que es la base para exigir a los bancos que identifiquen y bloqueen transferencias de fondos. De acuerdo con el congresista Leach, un autor de la UIGEA, las excepciones, en particular los deportes de fantasía, se incluyeron para aliviar la carga a los bancos y la UIGEA no hace a los deportes de fantasía legales.
Debido a que la UIGEA exime a los deportes de fantasía de su definición de "apuesta", hay una idea errónea de que los deportes de fantasía fueron legalizados por la UIGEA. Sin embargo, la UIGEA no es una ley de juegos de azar, y en concreto no altera ninguna ley de apuestas, por lo tanto no hace a los deportes de fantasía legales. Las leyes federales de juego se encuentran en el Título 18 del Código de los Estados Unidos, tales como el Federal Wire Act 18 U.S. Code § 1084 (que prohíbe las apuestas deportivas interestatales) y el Illegal Gambling Business Act 18 U.S. Code § 1955 (que prohíbe la gestión interestatal de actividades de apuestas prohibidas por la ley estatal). Por el contrario, la UIGEA se encuentra en el Título 31 con otras leyes contra el lavado de dinero y delitos financieros.

## Deportes de fantasía populares
- Fútbol de fantasía
- Baloncesto de fantasía
- Béisbol de fantasía
- Boxeo de fantasía
- NFL de fantasía
- Deporte motor de fantasía
- Golf de fantasía
- Hockey de fantasía
- Juegos Olímpicos de fantasía